# Prognoz (satellite)

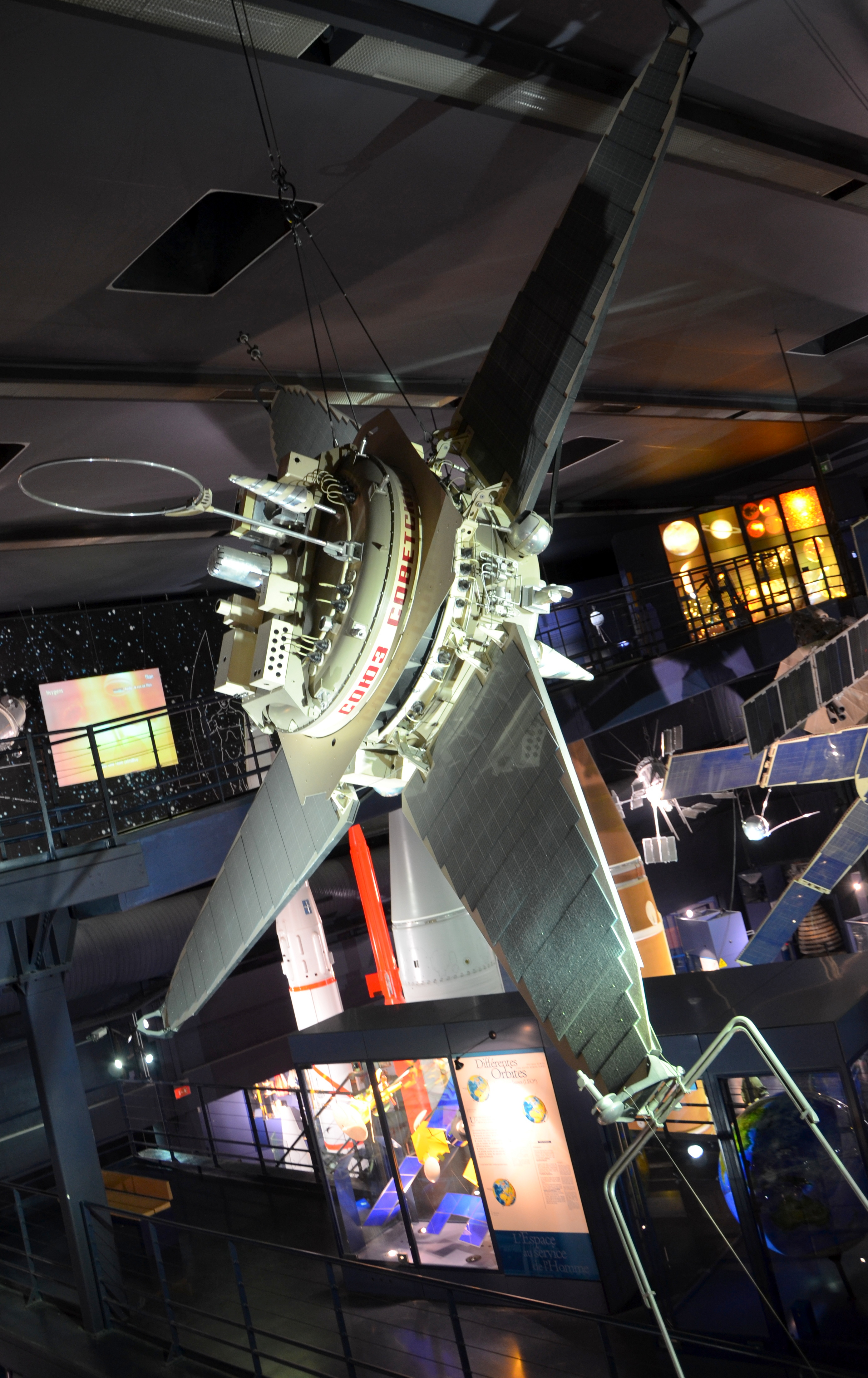
Maquette de Prognoz 2 au Musée de l'Air de Paris.

Prognoz est une série de 12 satellites scientifiques soviétiques lancés entre le 14 avril 1972 et le 29 aout 1996 dont l'objectif principal était l'étude des processus à l'origine de l'activité du Soleil et de leur influence sur le milieu interplanétaire et la magnétosphère terrestre. Construits par le bureau d'études Lavotchkine, ils prennent la suite de la série de satellites Elektron.  Tous les satellites Prognoz étaient placés sur une orbite terrestre haute fortement elliptique avec un apogée de 200 000 km et un périgée compris entre 380  et   1 000 km. Les satellites d'une masse comprise entre 845  et   1 060 kg étaient lancés depuis le cosmodrome de Baïkonour par une fusée Molnia-M
Chaque satellite Prognoz est constitué d'un corps central ayant le forme d'un cylindre de 2 mètres de diamètre et de 0,95 mètre de haut qui est hermétique et dans lequel se trouvent les équipements et l'instrumentation. Les senseurs et les instruments scientifiques sont installés sur la surface extérieure de ce corps. Durant la mission l'axe du corps principal est en permanence orienté vers le Soleil. Cette orientation est maintenue par mise en orientation autour de cet axe. Le système de contrôle d'attitude utilise des senseurs solaires et petits moteurs à gaz froid utilisant de l'azote. L'énergie est fournie par 4 panneaux solaires attachés à la périphérie du cylindre et déployés une fois le satellite en vol. L'envergure du satellite passe à 6 mètres.

## Historique des missions
| Satellite  | Date de lancement       | Masse    | Apogée     | Périgée  | Inclinaison | Mission |
| ---------- | ----------------------- | -------- | ---------- | -------- | ----------- | --- |
| Prognoz 1  | 14 avril 1972           | 872,6 kg | 199 667 km | 1 005 km | 65°         | Étude du rayonnement solaire, du vent solaire et du champ magnétique au voisinage de la Terre |
| Prognoz 2  | 29 juin 1972            | 845 kg   | 201 804 km | 512 km   | 65.3°       | Étude de l'activité solaire à l'aide du détecteur de rayons gamma de type scintillateur franco russe SIGNE 1. A détecté les sursauts gamma en provenance d'étoiles lointaines. |
| Prognoz 3  | 15 février 1973         | 845 kg   | 199 442 km | 896 km   | 65°         | Mesure du rayonnement X et gamma du Soleil ainsi que de ses émissions de particules énergétiques et de plasma. |
| Prognoz 4  | 22 décembre 1975        | 905 kg   | 199 000 km | 634 km   | 65°         | Contribution de l'Union Soviétique à l'Étude Internationale de la Magnétosphère. Équipements destinés à mesurer les émissions corpusculaire, de rayons X et radio, les particules énergétiques, le plasma et le champ magnétique dans la magnétosphère et le milieu interplanétaire.                                                                                           |
| Prognoz 5  | 25 November 1976, 03:59 | 930 kg   | 198 560 km | 777 km   | 65.2°       | Étude du rayonnement solaire, du vent solaire et du champ magnétique au voisinage de la Terre. |
| Prognoz 6  | 22 septembre 1977       | 910 kg   | 196 379 km | 1 850 km | 74.4°       | Contribution de l'Union Soviétique à l'Étude Internationale de la Magnétosphère. Étude des processus d'accélération à l’œuvre dans la couronne solaire et les éruptions solaires, étude de la propagation des particules accélérées de la couronne solaire vers le milieu interplanétaire, mesure de la composition chimique et de la charge des particules du vent solaire... |
| Prognoz 7  | 30 octobre 1978         | 950 kg   | 202 627 km | 472 km   | 64.9°       | Contribution de l'Union Soviétique à l’Étude Internationale de la Magnétosphère. Étude des émissions du Soleil dans le domaine de l'ultraviolet, des rayons X et des rayons gamma, observation des électrons et protons dans la magnétosphère et l'espace interplanétaire, composition atomique des rayons cosmiques et d'origine solaire, mesure du champ magnétique...       |
| Prognoz 8  | 25 décembre 1980        | 910 kg   | 197 364 km | 978 km   | 65.8°       | Étude des émissions du Soleil dans le domaine de l'ultraviolet, des rayons X et des rayons gamma, observation des électrons et protons dans la magnétosphère et l'espace interplanétaire, composition atomique des rayons cosmiques et d'origine solaire, mesure du champ magnétique...                                                                                        |
| Prognoz 9  | 1er juillet 1983        | 1 060 kg | 720 000 km | 380 km   | 1.3°        | Étude du rayonnement électromagnétique, des champs magnétiques, du plasma et des particules chargées. Instruments embarqués : spectromètre à rayons X, magnétomètre, télescope radio (8 mm). |
| Prognoz 10 | 26 avril 1985           | 1 000 kg | 194 734 km | 5 975 km | 76.8°       | Étude de l'onde de choc créée par le champ magnétique de la Terre dans le milieu interplanétaire |
| Prognoz 11 | 2 aout 1995             | kg       | 193 064 km | 505 km   | 63,8°       | Étude du vent solaire et de la magnétosphère |
| Prognoz 12 | 29 aout 1996            | kg       | 19 140 km  | 782 km   | 62,8°       | Étude des aurores polaires |